# Joe Tinker
Joseph Bert Tinker (Muscotah, Kansas, 27 de julio de 1880-Orlando, Florida, 27 de julio de 1948), más conocido como Joe Tinker, fue un jugador profesional estadounidense de béisbol que se desempeñó en la posición de campocorto en las Grandes Ligas de Béisbol (MLB). Es miembro del Salón de la Fama del Béisbol.

## Carrera
Tinker jugó como profesional once temporadas en Chicago Cubs (1902-1912), después pasó a Cincinnati Reds (1913), luego a Chicago Whales (1914-1915), posteriormente regresó a Chicago Cubs, donde jugó una temporada (1916), y fue el equipo en el que se retiró.

## Reconocimiento
En 1946, ingresó como miembro al Salón de la Fama del Béisbol.